# パンサー (お笑いトリオ)
パンサーは、吉本興業東京本社（東京吉本）所属のお笑いトリオ。2008年6月16日結成。

## メンバー
菅 良太郎（かん りょうたろう、1982年4月7日 - ）（43歳）
大ボケ・ネタ作り担当。

向井 慧（むかい さとし、1985年12月16日 - ）（39歳）
ツッコミ（たまに小ボケ）担当。

尾形 貴弘（おがた たかひろ、1977年4月27日 - ）（48歳）
小ボケ（たまにツッコミ）・元気担当。

## 結成まで
3人全員が過去にグループを組んで解散した経験を持つ。ちなみに向井のみ前ユニットもトリオだった。
尾形はかつてチョッパーMASAとコンビ「グレートホーン」を組んでいた。解散からトリオ結成まではピン芸人「サンキュー尾形」として活動。しかしうまくいかず、引退して地元の仙台でラーメン二郎をやろうとまで思っていた。「新宿で菅に偶然会わなければ、今の自分はなかった」と語っている。
菅はかつて同期の畑中しんじろうとコンビ「ハイアンドロー」として活動していた。解散後は同期であるサルゴリラの単独ライブ程度にしか出演しなかった。
向井はかつてトリオ「ブルースタンダード」にて近藤裕希（元インディゴ、現在は引退）、りゅーじ（現・ゴング）の3人で活動していた。また、近藤とは保育園からの幼馴染でありブルースタンダード結成以前にはコンビ「あじさい公園」として活動しており、高校時代には「ダブルボランチ」としてスピードワゴンの冠番組『おそらくてぃ〜んずワゴン たかぎまぢる』（東海テレビ）に出演。現在はほぼ菅にネタ作りを任せているが、ブルースタンダード時代は向井がネタを書いていた。またブルースタンダード時代には、氣志團「SECRET LOVE STORY」のPVと氣志團万博2006のオープニング映像の冒頭に出演していた。
尾形と向井はそれぞれ解散後、菅と組もうと考えていた。同時期に2人から誘われた菅はユニットライブなどで面識のあった尾形と組むことにし、向井には「3人でも良ければ尾形に掛け合う」としたことで現在のトリオとなる。尾形は「向井を入れなかったら自分がツッコミをやらなければいけなくなっていたのでよかった」と語っている。トリオ名の名付け親は先輩の又吉直樹（ピース）。尾形は「クロヒョウ」、菅は「ネコ」を推し、向井がプーマの服を着ていたことから全てネコ科という共通点で決めたのが由来。他の候補には「スーパーカブ珍道中」があった。

## 芸風
主にコントで、頻度は少ないが漫才も演じている。コントでは菅が設定の中核を担うボケ、尾形は場を引っかき回す天然キャラという割振りでボケが分担されている。ネタによっては尾形がツッコむもの、尾形の出番がほとんどなく尺のおよそ半分を菅と向井だけで進めるものもある。
漫才での立ち位置は向かって左から菅・向井・尾形となる。トーク番組での立ち位置も同様。
3人全員に解散経験があり、それぞれ芸歴も異なるという共通点から『東のソーセージ』と呼ばれたこともある。

## 出囃子
- CAPSULE『Starry Sky』
- RADWIMPS『トレモロ』

## エピソード
- やすだの歩き方（CBCテレビ）ではパンサーの女性マネージャーによるお見合い企画が行われた[3]。
- キングオブコントでは2011年に初めて準決勝に進出。その後は4年連続で準決勝まで進出している。

## 出演
単独出演については菅良太郎#出演、向井慧#出演、尾形貴弘#出演を参照。 

### テレビ
現在のレギュラー番組
- 有吉の壁（日本テレビ、2020年4月8日 - ）
- よるのブランチ（TBS、2021年4月21日 - ） - 向井はMC、尾形と菅はコーナーレギュラー

過去のレギュラー番組
- 333 トリオさん（テレビ朝日、2010年10月30日 - 2015年9月27日）
- ZIP!（日本テレビ） -「笑いの単語チョウ」コーナーに不定期出演
- パワー☆プリン（TBS、2011年10月12日 -2013年8月30日）
- それゆけ!ゲームパンサー!（日本テレビ、2013年4月4日 - 2015年3月27日） - 冠番組
- 森田一義アワー 笑っていいとも!（フジテレビ、2013年4月10日 - 2014年3月26日） - 水曜日週替わりレギュラー
  - 笑っていいとも!増刊号（フジテレビ、2013年4月 - 2014年3月）
- 王様のブランチ（TBS、2013年7月6日 - 2016年3月26日） - 基本第2部のみの出演だが、稀に第1部にも出演することがある。
- 噂の現場直行ドキュメン ガンミ!!（TBS）- 隔週でディレクターとして出演
- 地元スポーツ応援団スポッち!（東北放送、2014年5月7日 - 2016年9月）
- パンサーの「競輪、はじめました。」（BS日テレ、2016年4月9日 - 2017年3月25日）
- パンサーの「競輪、はじめました。」seasonII（BS日テレ、2017年4月8日 - 2018年3月24日）
- やすだの歩き方→#やすだの歩き方（CBCテレビ、2012年4月5日 - 2019年3月25日） - 2013年3月29日まで向井のみ。2013年4月4日より全員。
- 潜在能力テスト（フジテレビ、2017年4月25日 - 2023年9月12日）- 向井 or 尾形のみ、準レギュラー
- 虹のコンキスタドールが本気出しました!?（BS11、2020年4月9日 - 9月24日） - MC[4]
- デカ盛りハンター（テレビ東京、2020年4月3日 - 2023年10月1日）- MC

特別番組
- 8Bang! ： 「カノ☆パン」は狩野英孝とパンサーの冠番組（仙台放送、不定期特番）
  - #02 『みやぎ国際交流グルメツアー』（2013年5月25日）[5]
  - #07 『カノ☆パン ～ 宮城県民のお悩み解決スペシャル』（2013年12月28日）[6]
  - #11 『カノ☆パン ～ 狩野 vs 尾形　炎の5番勝負　仙台春の陣』（2014年4月26日）[7]
  - #12 『カノ☆パン ～ 伊達男で行こう! 仙台初夏の陣』（2014年6月28日）[8]
  - #14 『カノ☆パン ～ 夏休みダヨ! 狩野とパンサーなりゆきまかせに松島の陣』（2014年8月30日）[9]
  - #15 『カノ☆パン ～ 宮城県民230万人に告知しまくる秋の陣』（2014年10月25日）[10]
  - #19 『カノ☆パン ～ 泣いて、笑って、笑顔で卒業　みんなの門出を祝う春の陣』（2015年3月28日）[11]
  - #20 『カノ☆パン ～ 故郷に錦を飾る? 栗原の旅　春の陣』（2015年4月25日）
  - #21 『カノ☆パン ～ 結婚できない男たち! 宮城でモテまくりの陣』（2015年6月27日）
  - #22 『カノ☆パン ～ 夏の思い出を作ろう! AKBとBBQの陣!』（2015年8月29日）
  - #24 『カノ☆パン ～ 秋の蔵王を満喫! ハッピー自腹サイコロツアー』（2015年10月24日）
  - #26 『カノ☆パン ～ 悩める宮城県民を救え!』（2016年2月6日）
  - #27 『カノ☆パン ～ 悩める宮城県民を救え!ハッピーウエディングSP』（2016年3月26日）
- 推しパンサー（静岡朝日テレビ、2021年6月1日・2日・3日・4日） - 冠番組[12]

### ラジオ
過去の出演番組
- よしもと下克上（TBSラジオ）
- パンポケ（NACK5、2012年8月20日、12月17日、2013年4月28日）
- パンサーのオールナイトニッポンR（ニッポン放送、2013年10月26日、12月14日、2014年4月26日、6月14日、2015年3月14日）
- パンサーのNO!サンキューラジオ（グノシーラジオ、2020年12月21日 - 2021年2月22日（全10回）） - 向井、菅のみ

### Web配信
過去の出演番組
- オリエンタルラジオのマンガの日（ヤフー動画、2010年2月26日）
- よしログ（ヤフー動画→GYAO! 月1回、2011年1月- 2019年12月）
- チャンネルい〜が（2012年11月24日 - 2013年3月31日）
- パンサーの【禁止事項】全部やっちゃいます！（BeeTV、2013年7月1日 - 9月9日）
- アベマショーゴ（AbemaTV、2016年12月5日 - 2017年3月24日） - 金曜MC[13]
- デスティニーチャイルド公開サポーターオーディション（LINE LIVE、2017年12月10日） - MC [14]
- お尻を極めれば痩せる!?〜1ヶ月ベルフィークイーン決定戦（AbemaTV、2018年4月21日（スタート篇）・5月19日（結果篇）） - MC、スタート篇は向井、菅のみ
- 全日本パリピ選手権（AbemaTV、2018年5月30日 - 2018年9月）[15] - 司会
- アベマ大縁日〜人気番組勢ぞろい!神宮花火大会生中継で豪華プレゼント大放出SP〜（AbemaTV、2018年8月11日） - 尾形、菅のみ[16]

### 映画
- 有吉の壁 カベデミー賞 THE MOVIE「まっぱ　MAPPA」（2022年6月11日、ライブビューイングジャパン）[17] 監督・脚本は尾形。

## 舞台

### 単独ライブ
- 2010年 3月 3日『黒』（北沢タウンホール）
- 2010年 9月18日『真夏の夜の夢』（草月ホール）
- 2010年 9月23日『真夏の夜の夢　大阪公演』（京橋花月）
- 2011年 7月14日『春よ、来い』（よしもとプリンスシアター）※2011年4月7日開催予定が延期
- 2012年 4月15日『2012年、冬』（ルミネtheよしもと）※2012年3月11日開催予定が延期
- 2013年 5月12日『五月晴れ』（ルミネtheよしもと）
- 2014年 11月16日『霜月』（ルミネtheよしもと）
- 2016年 4月15日『卯月』(ルミネtheよしもと)

### トークライブ
- 2011年10月26日 -  2016年7月29日『Radioパンサー』（よしもとプリンスシアター→ヨシモト∞ホール）- 月1回開催
- 2012年 1月27日 - 『大人パンサー』（阿佐ヶ谷ロフトA） - 不定期開催。20歳以上限定ライブ
- 2012年 9月14日 - 『Radioパンサー in 祇園花月』（祇園花月） - 2ヶ月に1回開催

### 芝居
神保町花月
- 2009年 2月24日（火）～  3月 1日（日）『ツノ』
- 2009年 6月 9日（火）～  6月14日（日）『ディグ!』
- 2009年 8月18日（火）～  8月23日（日）『夕立の忘れ物』※主演
- 2009年10月14日（水）～ 10月19日（月）『「かつて」の意味』
- 2009年12月 8日（火）～ 12月14日（月）『かわいた血』※主演
- 2010年 1月30日（土）～  2月 3日（水）『水面花』※主演
- 2010年 3月16日（火）～  3月21日（日）『本番いきます！』
- 2010年 6月 8日（火）～  6月13日（日）『ある家庭教師の憂鬱』※主演
- 2010年 7月 7日（水）～  7月13日（日）『罪と蜜』※神保町花月3周年記念公演
- 2010年 9月28日（月）～ 10月 1日（金）『memory』※向井のみ、東京NSC11期生公演
  - バース近藤演じる主人公の幼馴染役。実際に2人は幼馴染である。
- 2010年12月21日（火）～ 12月25日（土）『バル・ボラーチョの夜は更けて』
- 2011年 5月24日（水）～  5月29日（日）『バル・ボラーチョの夜は続く』
- 2011年 7月 6日（水）～  7月12日（火）『4～four～(神保町花月四周年記念公演)』※7月9日は公演なし
- 2011年11月30日（水）～ 12月 4日（日）『電柱の根元における葉巻の存在証明』
- 2011年12月20日（火）～ 12月23日（金）、25日（日）『バルボラーチョの夜は萌えて』
- 2013年 2月 7日（木）～  2月11日（月）『おはなしストーリー物語』

その他
- 2010年11月11日（木）～ 11月12日（金）『劇団乙女少年団 第十一回公演「ピンクの指輪ちゃん」』（新宿FACE）
- 『黄金の郷 ～BENKEI外伝～』
  - 2010年11月16日（火）～ 11月17日（水）　豊島区立南大塚ホール
  - 2010年12月 3日（金）～ 12月 5日（日）　ABCホール

## 広告

### キャンペーン・キャラクター
- 「マテル・ゲーム大使」（2013年、2014年）[18][19]
- 映画『マン・オブ・スティール』応援団（2013年8月30日） - ヒャダインと共に[20]
- 「一番搾り とれたてホップ生ビール応援団」（2013年10月28日）[21][22]
- 『「Zoff "Disney Collection"」PR大使』（2013年12月18日）[23]
- 西武鉄道 TOMONY「とも兄から【たまる・つかえる】お得情報!」（2025年6月1日 - ）

### イメージモデル
- VANQUISH 2016年イメージモデル [24]

### その他
- みやぎ絆大使[25]。